# Veselá (Vysočina)
Veselá é uma comuna checa localizada na região de Vysočina, distrito de Pelhřimov.